# Dolichosuchus
Dolichosuchus („dlouhý krokodýl“) byl rod teropodního dinosaura z nadčeledi Coelophysoidea, žijícího v období pozdního triasu (věk nor, zhruba před 208 miliony let) na území dnešního jižního Německa (geologické souvrství Stubensandstein).

## Historie
Byla objevena pouze jediná kost holenní (tibia), na jejímž základě popsal roku 1932 typový druh Dolichosuchus cristatus německý paleontolog Friedrich von Huene. Původně tohoto dinosaura zařadil do čeledi Hallopodidae, což jsou vyhynulí druhohorní krokodýli. Teprve později se ukázalo, že se nejednalo o krokodýla, ale o teropodního dinosaura z kladu Coelophysoidea. Vzhledem k fragmentárnímu fosilnímu materiálu se jedná o nomen dubium (pochybné vědecké jméno). Holenní kost tohoto teropoda se nicméně značně podobá kostem u rodů Liliensternus a Dilophosaurus.